# جسر فيكتوريا

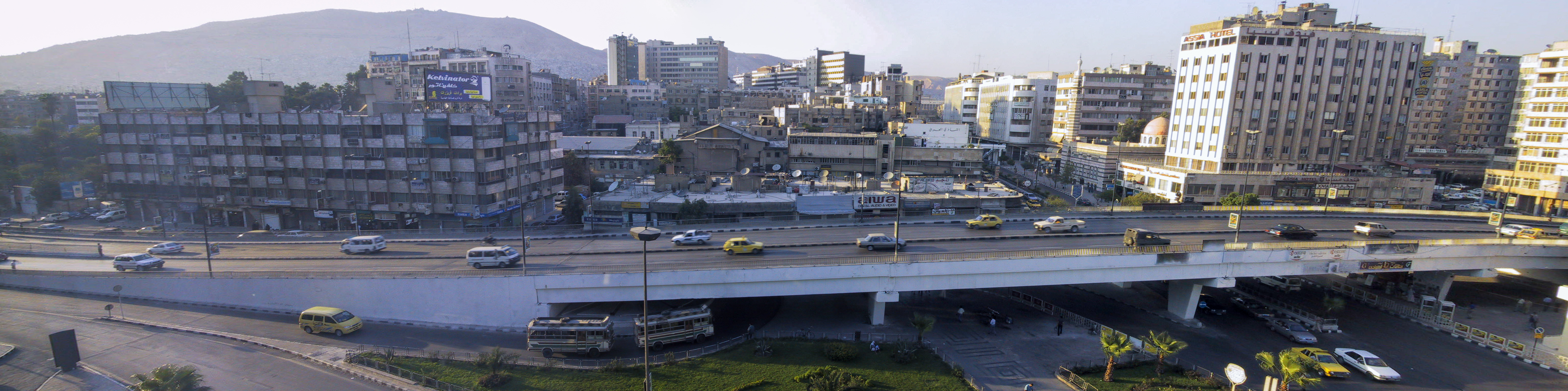
صورة بانورامية للجسر في 2001

جسر فيكتوريا هو جسر للسيارات في مركز مدينة دمشق. ويعد أول جسر يبنى في وسط المدينة بجانب نهر بردى.

## موقعه
يقع الجسر كنقطة وصل بين منطقتي التجهيز وشارع الثورة، ويقطع الشارع الذاهب من ساحة محطة الحجاز باتجاه ساحة المحافظة، حيث يبدأ من ضفاف نهر بردى وينتهي بمنطقة البحصة.

## الجسر قديما وسبب التسمية

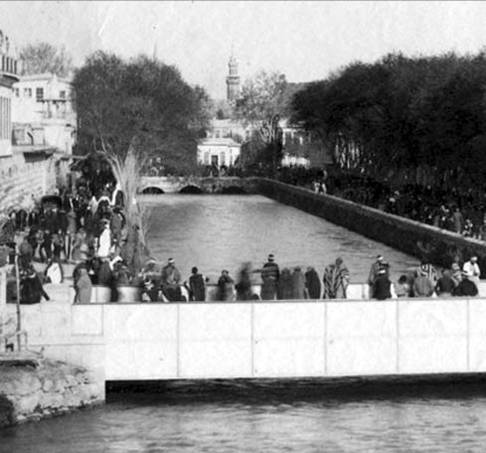
جسر فكتوريا القديم قبل إزالته

بني قديما امام فندق عرف باسم فندق فيكتوريا جسر خشبي يصل بين ضفتي نهر بردى تجهيزًا لزيارة الملكة فيكتوريا لسوريا عام 1901. لكن الزيارة لم تتم بسبب وفاة الملكة. وخلال فترة الانتداب الفرنسي وفي العام 1925 حول الجسر إلى جسر حديدي لتسهيل عبور الآليات العسكرية الفرنسية عليه. وفي العام 1968 نُقل الجسر الحديدي إلى منطقة باب توما وبوشر ببناء جسر اسمنتي خاص بالسيارات بجوار الموقع القديم للجسر.